# Troubles de 2022 en Corse
Conflit corse
Les troubles de 2022 en Corse sont des séries de manifestations et émeutes survenues de mars à avril 2022 en Corse en réponse à l'agression en prison du militant nationaliste corse Yvan Colonna, par un terroriste islamiste. Des rassemblements se produisent dans les principales villes de l'île, à Ajaccio, Calvi, Bastia, Porto-Vecchio ou encore Corte, dégénérants la plupart du temps en violents affrontements entre la police et des manifestants,. Des manifestants ont lancé des pierres et des fusées éclairantes sur les gendarmes.

## Contexte
Yvan Colonna est un nationaliste corse qui a été condamné en 2011 pour l'assassinat du préfet Claude Érignac en 1998. Pour de nombreux Corses, Colonna est un véritable héros, il est devenu un symbole du nationalisme corse. Le 2 mars 2022, un détenu djihadiste d'origine camerounaise agresse violemment Colonna à mains nues dans la salle de sport de la prison d'Arles, le plongeant dans le coma. Son attaque déclenche la série d'émeutes en Corse. Colonna meurt à l'hôpital nord de Marseille, des suites de l'agression, le 21 mars 2022, à l'âge de 61 ans.

## Déroulement
Dès le 2 mars, des centaines de corses descendent spontanément devant les préfectures et sous-préfectures afin de rendre hommage au militant nationaliste. Le lendemain, le blocage de l'Université de Corse débute et une assemblée générale convoquée à l'initiative des trois syndicats étudiants se tient à Corte. Elle se compose de représentants des différents partis nationalistes, des syndicalistes étudiants ainsi que des membres de la société civile. Il se décide alors l'organisation d'une grande manifestation le dimanche suivant à Corte. 
Le 4 mars, des marins STC empêchent pendant plusieurs heures un navire de la Corsica Ferries transportant des gendarmes mobiles d'accoster dans le port d'Ajaccio. Après avoir débarqué les autres passagers, le bateau et les gendarmes à bord feront finalement demi-tour vers le port de Toulon. Le 6 mars, près de 10 000 personnes (4 500 selon la police, 15 000 selon les organisateurs) manifestent leur soutien à Yvan Colonna, au cri de Statu Francese Assassinu (« État français assassin ») et Ghjustizia e verita pè Yvan (« Justice et Vérité pour Yvan »). À l'arrivée au pied du mur anti-émeute dressé par les CRS en amont de la sous-préfecture, la manifestation dégénère en affrontements entre les représentants de l'ordre et plusieurs centaines de jeunes encagoulés. Le bilan est d'une trentaine de blessés, dont sept parmi les forces de l'ordre. 
Dès le lendemain, les collégiens et surtout les lycéens se joignent au mouvement. La quasi-totalité des lycées de l'île sont bloqués et le resteront 3 semaines durant. Les rassemblements devant les préfectures et sous-préfectures de Corse deviennent quotidiens, la plupart du temps émaillés par de violents incidents. Le 9 mars, le rassemblement se tenant devant la préfecture d'Ajaccio dégénère particulièrement. Les forces de l'ordre sont prises pour cible et du mobilier urbain ainsi qu'un AGECO sont incendiés. Des manifestants s'introduisent aussi dans le palais de justice d'Ajaccio. Le rez-de-chaussée du bâtiment est alors saccagé puis incendié. Une agence bancaire est également prise pour cible et fortement endommagée à l'aide d'une mini-pelle détournée. Le 10 mars, quelques projectiles sont lancés sur les gardes mobiles positionnés devant la sous-préfecture de Calvi. Plusieurs dizaines de cocktails Molotov sont lancés sur l'édifice. La même nuit, des voitures sont incendiées dans le centre-ville d'Ajaccio. Le collectif, réunit à l'Université de Corse, annonce une mobilisation à Bastia pour le 13 mars.
Les mobilisations ont repris le 13 mars, lorsque 7 000 à 12 000 manifestants ont défilé dans les rues pour défendre Colonna. Les protestations ont dégénéré en émeutes, et les policiers ont aspergé les manifestants de gaz lacrymogènes et de canons à eau alors que les émeutes se poursuivaient. À Bastia, les militants ont attaqué de nombreuses infrastructures, notamment le bureau de poste local et un bureau des impôts. Les policiers ont déclaré que 67 personnes avaient été blessées au total, dont 44 membres de la police. Ce chiffre a ensuite été révisé à 102 blessés au total, dont 77 membres de la police.
À la suite de cette mobilisation, le gouvernement annonce la venue du ministre de l'Intérieur Gérald Darmanin sur l'île afin de dialoguer avec les nationalistes. Dans une interview radio accordée à RTL, le ministre laisse même présager la possibilité d'accorder son autonomie à la Corse, provoquant l'ire d'une partie de la droite et de l'extrême-droite. Le 16 mars, des syndicalistes étudiants et des militants nationalistes occupent des bâtiments publics à Ajaccio, Bastia ou encore à Borgo. Des rassemblements sont d'ailleurs organisés devant les deux préfectures de l'Île. 
Le même jour, le Front de libération nationale corse annonce via un communiqué paru dans la presse insulaire qu'il soutenait les manifestants et qu'une dernière goutte d'eau entraînerait une insurrection qui pourrait renouveler leur campagne militante contre le gouvernement français. A l'issue de cette visite, des discussions sont prévues à Paris entre le gouvernement et les nationalistes corses dès que les élections présidentielles seront passées.
Le 21 mars, Colonna succombe à ses blessures. Le soir-même et dans les jours qui suivent, des messes et des veillées en hommage au militant nationaliste sont organisées partout sur l'île, réunissant de quelques dizaines à plusieurs centaines de personnes. 
Le 23 mars, près de 2000 personnes, anonymes et politiques, se massent sur la route jouxtant l'aéroport d'Ajaccio pour accompagner le corbillard transportant Yvan Colonna de l'aéroport d'Ajaccio aux pompes funèbres. Deux jours plus tard, ils sont des milliers à se rendre dans son village natal de Cargèse en Corse-du-Sud pour lui rendre un dernier hommage. Des militants nationalistes sardes et basques se joignent également au cortège funèbre. 
Le 27 mars, à la suite de l'enterrement d'Yvan Colonna, une vidéo circule sur les réseaux sociaux montrant des policiers en train de chanter la Marseillaise, à l'heure exacte de la cérémonie. Cette vidéo déclenche une vague de colère et d'indignation dans une Corse encore en deuil. Des rassemblements sont alors organisés devant les casernes de CRS de Furiani (500 personnes) et d'Aspretto à Ajaccio (300 personnes), à l'appel notamment des partis indépendantistes et des syndicats étudiants. Ces rassemblements seront émaillés là encore d'incidents, notamment à Furiani. 
Le 30 mars, le collectif se réunit pour la dernière fois (au moment où ces quelques lignes sont écrites) à Corte pour acter une nouvelle manifestation à Ajaccio le 03 avril 2022. 
Le 03 avril, 4000 personnes selon la police, 10 000 selon les organisateurs, se réunissent à Ajaccio. Comme à Corte et à Bastia, des incidents opposent plusieurs centaines de jeunes encagoulés et les forces de l'ordre. Une conduite de gaz prend feu à la suite d'un tir de grenade lacrymogène et une enquête est d'ailleurs ouverte après la manifestation pour un tir d'arme à feu. Dans le même temps, quelques dizaines de jeunes s'en prennent à nouveau au cantonnement de CRS de Furiani. 
Le 7 avril 2022, deux villas à Canale-di-Verde et Ghisonaccia ont été incendiées. Les enquêteurs ont trouvé dans la maison de Canale-di-Verde un tag sur lequel était écrit « Pour Yvan »,.
Quelques jours plus tard, une villa à Pianottoli-Caldarello a été détruite. Les murs ont été vandalisés avec des phrases telles que « Per tè Yvan », « IFF » et « Fora a Francia !!! ». Des messages supplémentaires sur le bâtiment ont montré que l'attaque avait été revendiquée par un groupe nommé l'Action des jeunes pour la renaissance de la Corse ou AJRC. Une maison à Conca a été incendiée le lendemain avec des messages similaires trouvés sur les lieux.

## Réactions
Le président du conseil exécutif de Corse, Gilles Simeoni, a déclaré que l'attaque de Colonna était une tentative d'assassinat et a appelé le gouvernement Castex à réagir,. En raison des troubles qui affectent la prochaine campagne pour l'élection présidentielle et les élections législatives, le gouvernement français envisagerait d'accorder l'autonomie à la Corse,.
Le 21 mars, des manifestations de solidarité des partisans de l'indépendance de la Sardaigne ont eu lieu devant le consulat français de Sassari. 